# Sekavčík zlatavý
Sekavčík zlatý (Sabanejewia aurata) je druh paprskoploutvé ryby.
Vyskytuje se v Afghánistánu, Arménii, Ázerbájdžánu, Bulharsku, Chorvatsku, Gruzii, Maďarsku, Íránu, Rumunsku, Rusku, Ukrajině a Uzbekistánu.